# 宮内タカユキ
宮内 タカユキ（みやうち タカユキ、1955年〈昭和30年〉2月4日 - ）は、日本の歌手。茨城県東茨城郡小川町（現・小美玉市）出身。
本名は宮内 堂千（読みは芸名と同じ）。「アニメソング界の大魔神」の異名を持つほか、ファンからは「宮兄（みやにい）」の愛称で呼ばれる。娘は同じく歌手の宮内真友。

## 経歴
ザ・ベンチャーズや日本のグループ・サウンズに影響を受け、中学一年生の時に友人とバンドを結成。当初はドラムを担当していたが、ドラムを演奏しながら歌い始めたことがきっかけでプロのボーカリストを志すようになる。土浦日本大学高等学校入学後も、学校の先輩と共に結成したアマチュアバンドで活動。
高校卒業後は地元土浦のイトーヨーカドーに就職するが、歌手になるために3カ月ほどで退職し、1974年10月に上京する。
1981年にロックバンド「WHY（ホワイ）」を結成。「宮内 英明」の芸名でボーカルを担当し、シングル「愛なら潮騒」でテイチクよりメジャーデビュー。
2年間の活動ののち、WHYを解散。この時期、作詞家の冬杜花代子から日本コロムビアのアニメソング関係のディレクターを紹介されオーディションに参加。1984年に特撮テレビドラマ『超電子バイオマン』の主題歌歌手に抜擢され、ソロでのメジャーデビューとなる。
以降はソロ歌手として『ビデオ戦士レザリオン』や『仮面ライダーBLACK RX』、「レスキューポリスシリーズ」の主題歌など、主にアニメ・特撮作品の楽曲を担当。1990年には『仮面ライダーBLACK RX』の主題歌で日本レコード協会「ゴールドディスク大賞」THE BEST ALBUM OF THE YEAR 学芸部門賞を受賞。
その後内山田洋とクール・ファイブにボーカルとして参加し、1995年にシングル「ふたたび長崎」を発表。グループには2年間在籍したのち、再びソロ活動に戻る。
1998年から2000年にかけて、秘密結社不気味社より「豪快な宮内」シリーズ4作を発表。
2003年に重度の急性膵炎を患うが、2004年の「ANIME JAPAN FES スーパーヒーロー魂」で復帰。
2005年2月のバースデーライブを皮切りに、自主ライブを定期的に開催。2007年頃から仙台でも定期ライブを行っており、東日本大震災が発生した2011年は宮内は開催することに迷いを感じていたが、観客からの開催を望む声に励まされ涙が出たという。
2009年、地元・茨城のローカルヒーロー『時空戦士イバライガーR』のイメージソングの制作・歌唱を担当。
2011年12月、ブラジルでのライブツアー中に突然歩けなくなるほどのめまいを発症し、検査入院を行ったところ脳梗塞を発症していたことが発覚した。後遺症により顔・腕の痺れや、発声が不自由となり「音程がとれない」といった症状がある中で、退院一週間後からライブ活動を再開。以降もリハビリを行いながら歌手活動を行っている。

## 人物・エピソード
自身が手掛けた作品の中でもシリーズ全作品を担当した「レスキューポリスシリーズ」には特に思い入れがあるといい、自身が病気を患った時は『特救指令ソルブレイン』の歌詞に励まされたという。2012年に開催された『特捜エクシードラフト』の20周年イベントでは、復帰直後でありながら「歌詞で励ますメッセージを送っていながら自身が倒れたら歌詞が嘘になってしまう」という想いから舞台に立った。
同時期にアニメ・特撮作品の主題歌を担当した串田アキラ・MoJoとは親交が深く、「魂の三兄弟」と称されている。2005年6月に石ノ森萬画館で行われたライブイベントでの共演がきっかけとなり、同年10月に3人での合同ライブ『魂の兄弟! 俺とおまえのヒーロー伝説』を開催。以降も定期的に合同でライブを行っている。2006年には『轟轟戦隊ボウケンジャーVSスーパー戦隊』の主題歌を3人で歌唱、2017年には「魂の三兄弟」のユニット名で『宇宙戦隊キュウレンジャー』の挿入歌を担当している。
『特警ウインスペクター』の主演である山下優とは、放送当時にほぼ毎週キャラクターショーを一緒に回っており、その後も個人的な付き合いが続いているという。

## 作品

### アルバム
- 心の歌（1992年、MCR-001） - オリジナルアルバム
- アニメアーティストベストセレクション 宮内タカユキ -TOMORROW-（1992年3月21日、日本コロムビア、COCC-9691）
- 宮内タカユキ スーパー・ベスト 〜仮面ライダーBLACK RX/特警ウインスペクター〜（2005年7月20日、コロムビアミュージックエンタテインメント、COCX-33278）
- 宮内タカユキ スーパー・ベスト2（2008年10月1日、コロムビアミュージックエンタテインメント、COCX-35142）
- メモリアル・ソルジャー（2011年9月28日、ベルウッド・レコード、BZCS-5024） - セルフカヴァーアルバム
- 歌手人生40周年記念 宮内タカユキ「ぶっちぎりBOX」（2018年8月8日、日本コロムビア、COCX-40408→12）

## 代表曲
※注記のない曲は挿入歌およびイメージソング。

### 特撮ソング
- 『超電子バイオマン』（1984年）
  - 超電子バイオマン（オープニング主題歌）
  - バイオミック・ソルジャー（エンディング主題歌）
  - 俺達バイオマン
  - Blue Togetherness
  - カラフル・バイオマン
  - バイオロボの歌
- 『宇宙刑事シャイダー』（1984年）
  - シャイダー・ブルー
- 『超新星フラッシュマン』（1986年）
  - 輝け! フラッシュキング
  - ビートをあわせて今すぐに
  - アクションNo.1 - セリフのみ参加
- 『じゃあまん探偵団 魔隣組』（1988年）
  - ジゴマＩＩＩ世
- 『仮面ライダーBLACK RX』（1988年）
  - 仮面ライダーBLACK RX（オープニング主題歌）
  - 誰かが君を愛してる（エンディング主題歌）
  - 運命の戦士
  - すべては君を愛するために
  - 戦場のライダーRX
  - 光の戦士
  - 激進RX
  - バトルoh! RX
- 『特警ウインスペクター』（1990年）
  - 特警ウインスペクター（オープニング主題歌）
  - 今日のおれからあしたの君へ（エンディング主題歌）
  - 太陽の勇者ファイヤー
  - この命 永遠に
  - 愛する大地、愛する海よ
  - 炎は未来へ
  - レッツゴー! ファイヤースコード
- 『特救指令ソルブレイン』（1991年）
  - 特救指令ソルブレイン（オープニング主題歌）
  - 愛に抱かれて（エンディング主題歌）
  - ファイティング・ソルマシン
  - 母艦ソリッドステイツ-1
  - 明日への絆
  - 心に冒険を
  - 出動! ソルブレイン
  - 前へ出ろ!
  - 君もソルブレイン
- 『特捜エクシードラフト』（1992年）
  - 特捜エクシードラフト（オープニング主題歌）
  - ゴールは未来（エンディング主題歌）
  - 実装!!
  - それは命
  - LAST FIGHTER
  - 生命（いのち）はひとつ
  - 勇気よ急げ!
  - 未来（あした）をまもる騎士（ナイト）たち
  - エクシードラフトGrade Up!
  - 白い稲妻! バリアス7
  - 嵐を巻きおこせ!
  - 勇気と友情のバトル
- 『忍者戦隊カクレンジャー』（1994年）
  - イントゥ デンジャー カクレンジャー
  - 星よ、にじむな!
  - 忍者でいこう! デデンのデン
  - 無敵将軍、只今参上!
- 『ビーロボカブタック』（1997年）
  - ああ、スターピース
- 『星獣戦隊ギンガマン』（1998年）
  - 銀河の王者 ギンガイオー
  - ギガライノス! ギガフェニックス! ギガバイタス!
- 『救急戦隊ゴーゴーファイブ』（1999年）
  - 走れゴーライナー! 救え99マシン!
  - STOP THE WARS
- 『未来戦隊タイムレンジャー』（2000年）
  - 1000年戦士
- 『轟轟戦隊ボウケンジャー』（2006年）
  - 轟轟合体! ダイボウケン!!
- 『轟轟戦隊ボウケンジャーVSスーパー戦隊』（2006年）
  - 伝説（エンディング主題歌） - 串田アキラ・MoJoと共に歌唱
- 『獣拳戦隊ゲキレンジャー』（2007年）
  - 燃えよ激獣拳!
- 『炎神戦隊ゴーオンジャー』（2008年）
  - G9! チューンナップ
- 『クラッシャーカズヨシ 怒る』（2008年）
  - 炎（オープニング主題歌）
- 『侍戦隊シンケンジャー』（2009年）
  - 侍変形! ダイカイオー
- 『天装戦隊ゴセイジャー』（2010年）
  - ゴセイナイトは許さない
- 『海賊戦隊ゴーカイジャー』（2011年）
  - 海賊（つわもの）たち 〜宇宙海賊のテーマ〜
- 『烈車戦隊トッキュウジャー』（2014年）
  - 烈車合体! トッキュウオー
- 『宇宙戦隊キュウレンジャー』（2017年）
  - 正義の兵（つわもの）リベリオン - 串田アキラ・MoJoとのユニット「魂の三兄弟」名義
- 『魔進戦隊キラメイジャー』（2020年）
  - 豪勇！グレイトフルフェニックス

### アニメソング
- 『ビデオ戦士レザリオン』（1984年）
  - ビデオ戦士レザリオン（オープニング主題歌）
  - We're ready
  - 光の世界
- 『キン肉マン』（1984～1986年）
  - ベルリンの赤い雨（ブロッケンJr.のテーマ） - セリフ：水鳥鉄夫（ブロッケンJr.）
  - 悪魔の猛牛（バッファローマンのテーマ） - セリフ：佐藤正治（バッファローマン）
  - 地獄の山脈（魔雲天のテーマ） - セリフ：北川米彦（魔雲天）
  - 覆面（マスク）の狩人（ビッグ・ザ・武道のテーマ） - セリフ：北川米彦（ビッグ・ザ・武道）
  - 恐怖の回転ドリル（スクリュー・キッドのテーマ） - セリフ：塩沢兼人（スクリューキッド）
  - 燃えろ! 放送席 - セリフ：戸谷公次（アナウンサー）、はせさん治（中野さん）
- 『夢戦士ウイングマン』（1984年）
  - 悪! 裂! ウイングマン
  - ショック! ウイングマン
  - Desire（欲望）
- 『こちら葛飾区亀有公園前派出所』（1985年）
  - ポリスマンは強いぞ!（エンディング主題歌）
  - 派出所の夜はふけて（イメージソング）
- 『銀牙 -流れ星 銀-』（1986年）
  - 流れ星 銀（オープニング主題歌）
  - TOMORROW（エンディング主題歌）
  - FIRE
  - 吠えろ 銀
  - 男たち・仲間たち
  - 心の牙
  - 勝利の詩（うた）
- 『ドラゴンボール』（1987年）
  - レッドリボンアーミー - 「Wanderland Gang」名義
- 『仮面の忍者 赤影（アニメ版）』（1987年）
  - 黒いたくらみ
- 『湘南爆走族5 青ざめた暁』（1989年）
  - Cool Rider
- 『機動警察パトレイバー』（1989年
  - 機動警察パトレイバー
- 『キャシャーン』（1993年）
  - 希望子午線 〜ホライズン・ブルー〜（エンディング主題歌） - 全12名によるユニット「C.A.S（Columbia Animation Stars）」として
- 『マッハGoGoGo』（1997年）
  - グレートデビル・エクセリオン
- 『勇者王ガオガイガー』（1997年）
  - 最強勇者ロボ軍団
- 『超特急ヒカリアン』（1997年）
  - バトルでロックンロール
- 『ギャラクシーエンジェルZ』（2002年）
  - 戦えぼくらの×××
- 『ギャラクシーエンジェルAA』（2002年）
  - 戦え! エンジェルファイブ×××
- 『劇場版 そらのおとしもの 時計じかけの哀女神』（2011年）
  - 超☆愛（マジラブ）合体!! エンジェロボ!!
- 『侵略!イカ娘』（2011年）
  - 目覚めよ! 裁きの名を示せ!!
- 『サムライフラメンコ』（2013年）
  - 今だ! ハラキリサンシャイン〜真剣介錯ハラキリサンシャインのテーマ
- 『ガールズ&パンツァー 劇場版』（2015年）
  - 万能戦車センチュリオン

### イメージソング、その他
- New Age Dragons 〜闘う戦士（おとこ）たち〜（1987年、「中日ドラゴンズ」応援歌）
- Astronauts〜宇宙飛行士のバラード（1989年、漫画『宇宙英雄物語』）
- SPACE FANTASY（1991年、漫画『宇宙英雄物語』）
- SNOW MAN（1991年、漫画『宇宙英雄物語』）
- 宇宙英雄物語（1991年、漫画『宇宙英雄物語』）
- あざやかな非情（1993年、漫画『宇宙英雄物語』）
- 闇に潜む真理（1993年、漫画『宇宙英雄物語』）
- 燃えるクォーターメン（1994年、漫画『宇宙英雄物語』）
- HEAVEN（1990年、漫画『サイレントメビウス』）
- WING OF HEART（1990年、漫画『サイレントメビウス』）
- 落日の誓い（1991年、漫画『サイレントメビウス』）
- Tenderness（1994年、漫画『サイレントメビウス』）
- Night of Mystery（1994年、漫画『サイレントメビウス』） - 影山ヒロノブとのデュエット
- Sleeping Angel（1994年、漫画『サイレントメビウス』） - 影山ヒロノブとのデュエット
- GULDEEN 〜Time to Fight〜（1992年、小説『未来放浪ガルディーン』）
- 鉄甲巨兵 SOME-LINE（1994年、小説『鉄甲巨兵 SOME-LINE』）
- ハチのひとこと（1997年、『むしまるQ』）
- 熱い想い 〜タイガー伝説〜（1997年、初代タイガーマスク・佐山聡 リング入場テーマ曲）
- 戦え! わしだけのムテキンダーZ（1997年、セガサターン用ゲームソフト『ゲーム天国』）
- わしが青春のムテキウイング（1998年、PlayStation用ゲームソフト『GUNばれ! ゲーム天国』）
- DX超合金「獣陸合体ギガライノス・獣空合体ギガフェニックス」CMソング（1998年、バンダイCMソング）
- THE GREAT MANG-GANG（1999年、PCゲーム『まあじゃん黙示録』オープニング主題歌）
- Stand Up! Soldiers 〜選ばれし者たち〜［Giant Fighter］（2001年、ドリームキャスト用ゲームソフト『超鋼戦紀キカイオー for Matching Service』主題歌）
- 君を探す翼（2001年、ドリームキャスト用ゲームソフト『超鋼戦紀キカイオー for Matching Service』エンディング主題歌）
- テックメンの歌（2002年、PCゲーム『アカネマニアックス〜流れ星伝説剛田〜』エンディング主題歌）
- 男どアホウ数え唄（2007年、パチンコ『CR超絶合体SRD』）
- DX「炎神ソウル」シリーズ（2008年、バンダイCMサウンドロゴ）
- 時空戦士イバライガーR 〜尊き生命〜（2009年、ローカルヒーロー『時空戦士イバライガーR』主題歌） - 作詞・作曲・編曲も担当
- FOREVER（2009年、ローカルヒーロー『時空戦士イバライガーR』エンディング主題歌） - 作詞・作曲・編曲も担当
- 野獣の血潮を滾らせろ（2010年、『ワイルド7トリビュート』）
- 破牙神ライザー龍（2011年、ローカルヒーロー『破牙神ライザー龍』）

## 出演
テレビドラマ
- ビーロボカブタック 第36話「歌合戦だ!! 全員集合」（1997年10月26日、テレビ朝日） - 本人役、劇中で挿入歌「ああ、スターピース」を歌唱。

バラエティ
- ラヴィット!（2025年1月31日、TBSテレビ系） - 仮面ライダーBLACK RXの主題歌「仮面ライダーBLACK RX」を宮下兼史鷹（宮下草薙）とともに歌唱[17]

ゲーム
- ユバの徽（2017年） - ドウセンの声[18]

雑誌掲載
- 『月刊ミュージック☆スター』（エクシング・ミュージックエンタテイメント） - 2016年12月号から2018年4月号まで、「宮内タカユキのアニソンRun&Run!」連載。